# Adelsdorf

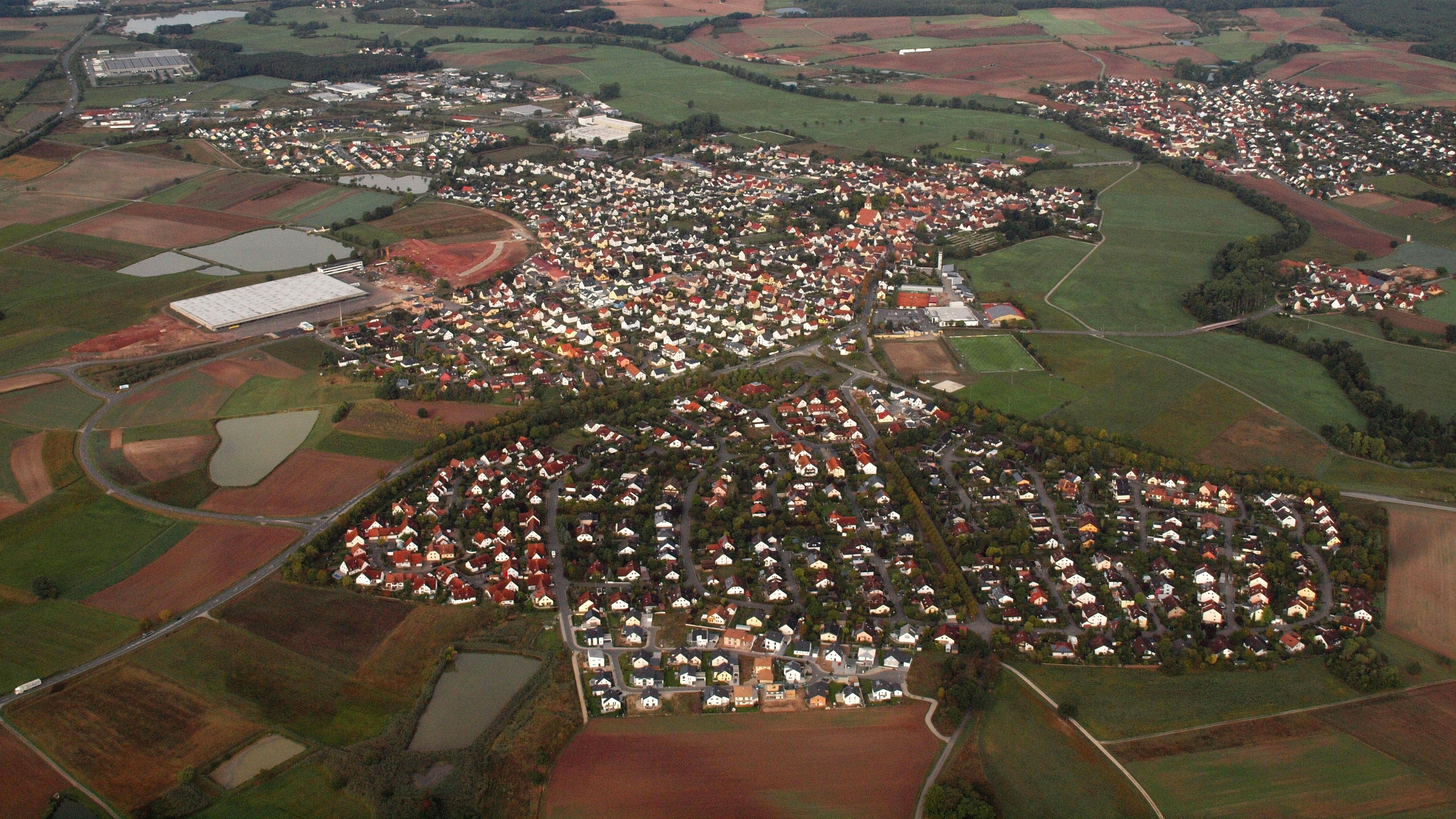
Adelsdorf, Luftaufnahme (2015)

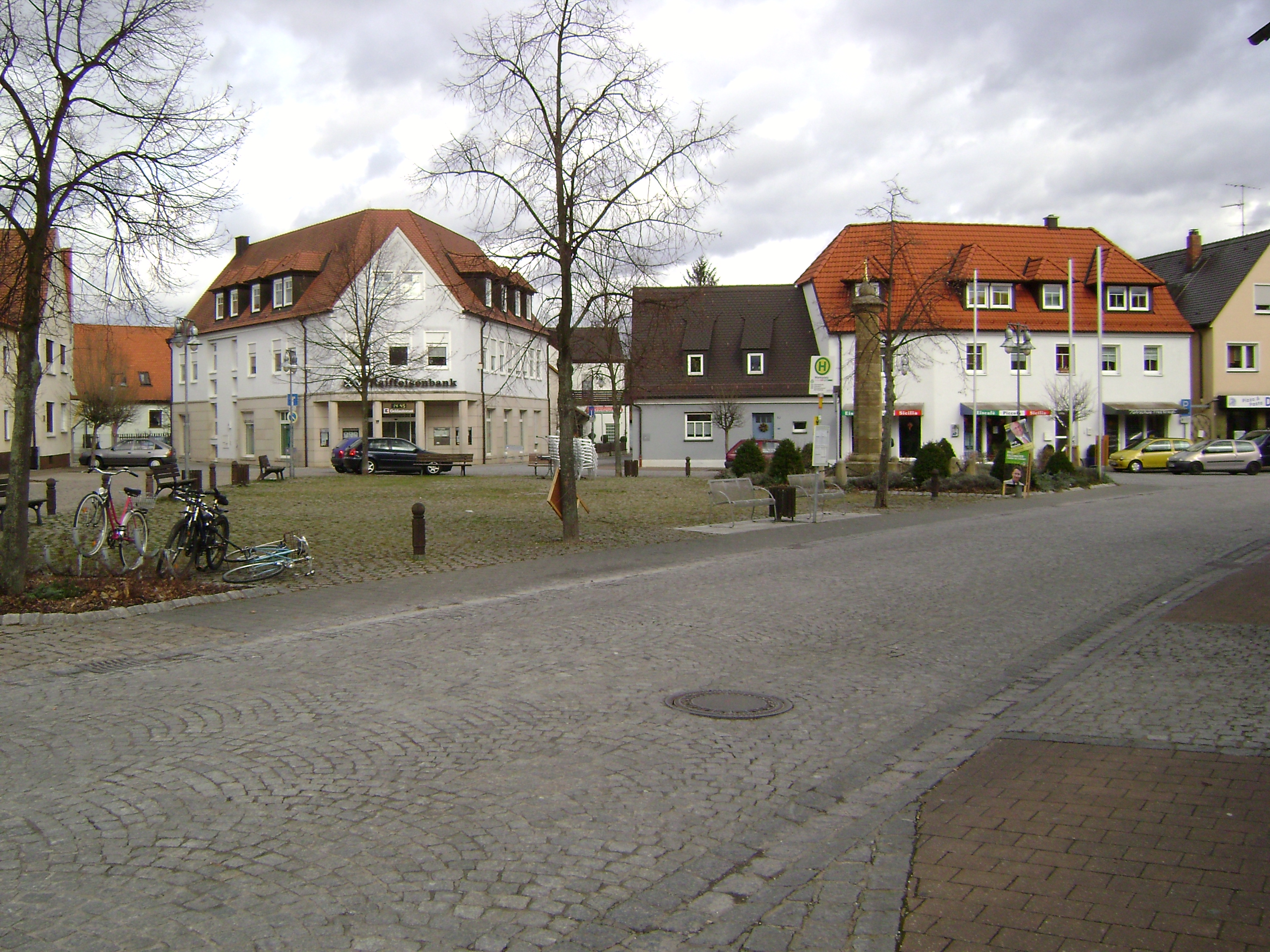
Marktplatz

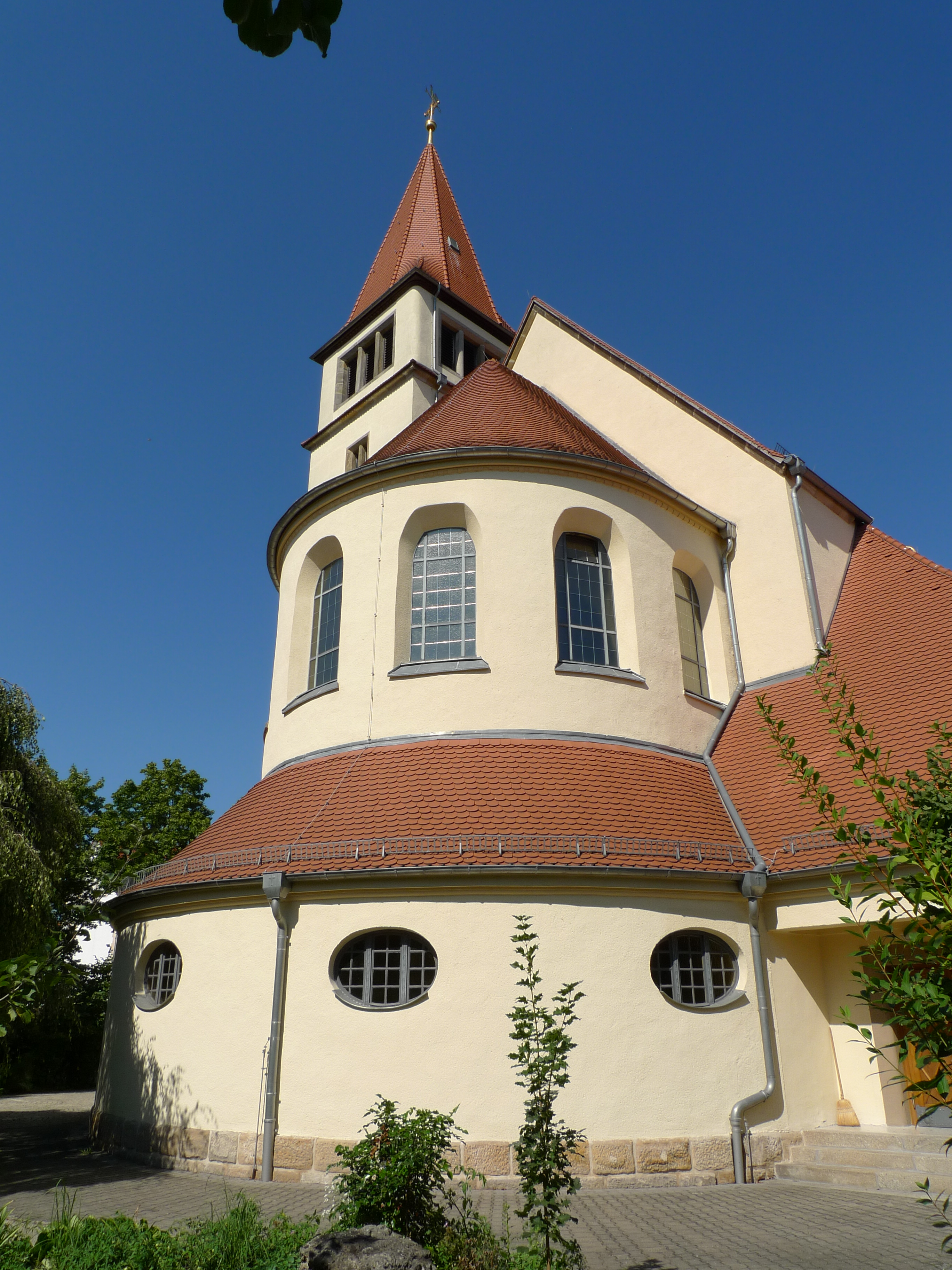
Katholische Kirche St. Stephanus

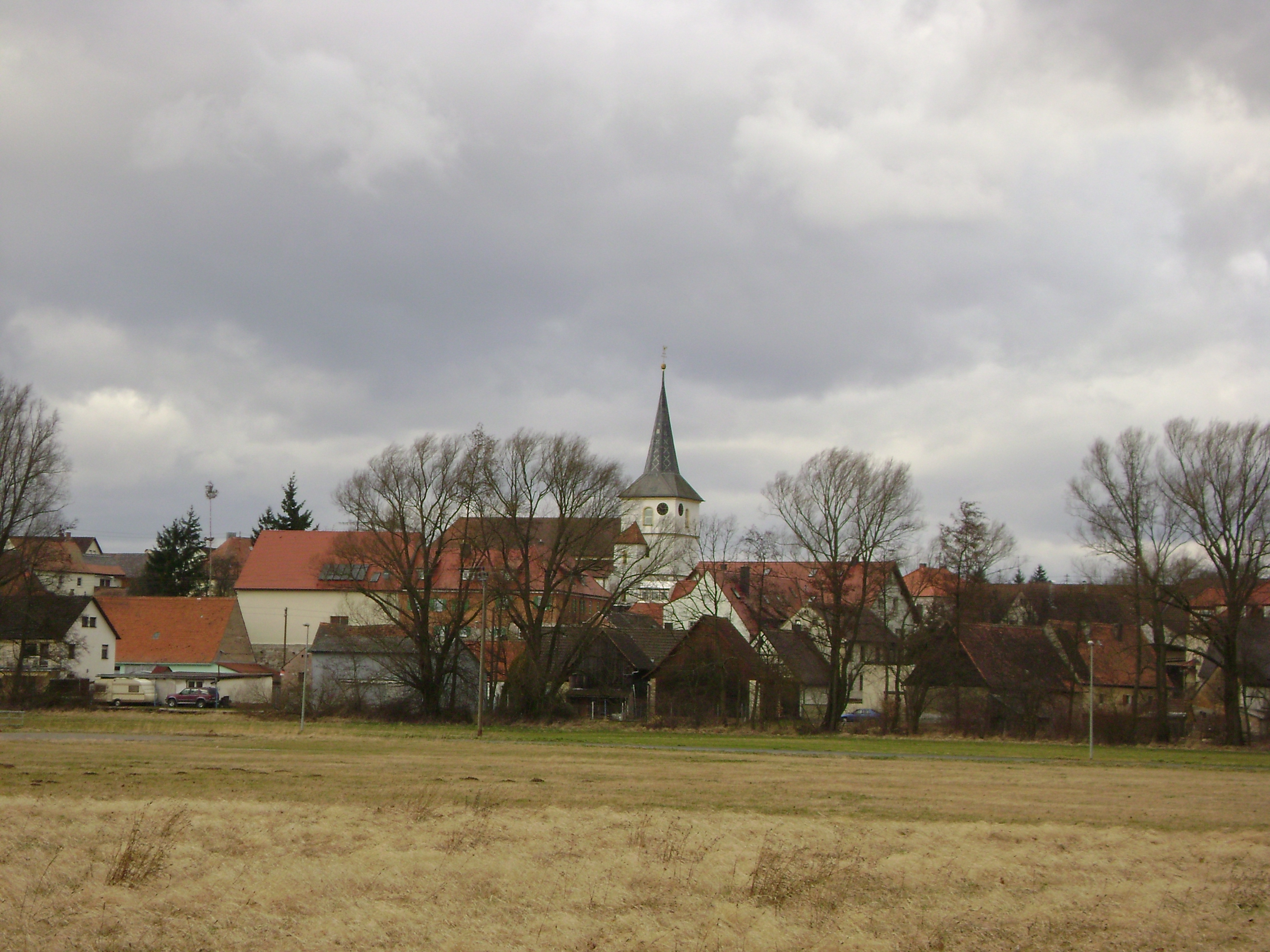
Ortsteil Aisch

Adelsdorf ist eine Gemeinde im Landkreis Erlangen-Höchstadt (Regierungsbezirk Mittelfranken, Bayern). Die Gemeinde Adelsdorf liegt im Aischgrund und gehört seit der Gebietsreform 1972 zu Mittelfranken. Adelsdorf gehörte bis zur Gebietsreform zum oberfränkischen Landkreis Höchstadt an der Aisch.

## Geografie

### Topografie
Durch das Gemeindegebiet fließt die Aisch. Das Landschaftsbild ist von zahlreichen Weiherplatten geprägt. Das Relief ist flachhügelig mit Höhenunterschieden von 262 m ü. NHN an der Aisch bis 328 m ü. NHN im Lichtholz.

### Nachbargemeinden
Nachbargemeinden sind (im Norden beginnend im Uhrzeigersinn):
Höchstadt an der Aisch (Landkreis Erlangen-Höchstadt), Hallerndorf, Heroldsbach (beide Landkreis Forchheim), Hemhofen, Röttenbach, Heßdorf, Gremsdorf (alle Landkreis Erlangen-Höchstadt). Außerdem grenzt die Gemeinde durch die zu Pommersfelden gehörende Exklave Limbacher Weiher auch an den oberfränkischen Landkreis Bamberg.

### Gemeindegliederung
Die Gemeinde hat neun Gemeindeteile (in Klammern ist der Siedlungstyp angegeben):
- Adelsdorf (Pfarrdorf)
- Aisch (Pfarrdorf)
- Heppstädt (Dorf)
- Lauf (Dorf)
- Nainsdorf (Dorf)
- Neuhaus (Pfarrdorf)
- Uttstadt (Dorf)
- Weppersdorf (Dorf)
- Wiesendorf (Dorf)

Es gibt die Gemarkungen Adelsdorf, Aisch, Heppstädt, Neuhaus, Uttstadt, Weppersdorf und Wiesendorf. Die Gemarkung Adelsdorf hat eine Fläche von 5,550 km². Sie ist in 3736 Flurstücke aufgeteilt, die eine durchschnittliche Flurstücksfläche von 1485,56 m² haben.

## Geschichte

### Bis zur Gebietsreform
Erstmals urkundlich erwähnt wurde Adelsdorf in den Bamberger Festkalendarien als Schenkung des Dompropstes Egilbert im Jahr 1121. Der Ortsname lässt darauf schließen, dass die Ansiedlung unter der Führung eines Otloh erfolgte (1121 „Otlohesdorf“, 1369 „Otelsdorf“, 1460 „Adelsdorff“). Die Herren von Otlohesdorf bauten durch Rodung, Burgenbau und kluge Erwerbspolitik im Aisch- und Ebrachgrund ein stattliches Herrschaftsgebiet auf und nannten sich seit 1219 nach der von ihnen erbauten Burg Schlüsselberg bei Ebermannstadt. Im Jahre 1347 fiel der letzte Schlüsselberger auf seiner Burg Neideck.
Ein häufiger Besitzwechsel kennzeichnete im folgenden Jahrhundert die Geschichte. Nachdem die Herren von Wiesenthau, von Künsberg, von Stiebar und die Schönborns Adelsdorf kurzfristig in Besitz hatten, erwarben es 1696 die von Bibra, in deren Händen es über Jahrhunderte blieb.
Gegen Ende des 18. Jahrhunderts gab es in Adelsdorf 133 Anwesen. Das Hochgericht übte das Adelige Halsgericht der Freiherren von Bibra aus. Die Dorf- und Gemeindeherrschaft hatte das Rittergut Adelsdorf. Grundherren waren das Rittergut Adelsdorf (Schloss, Pfarrhaus, Schulhaus, zwei halbe Fronhöfe, zwei Halbhöfe, zwei Güter, drei Gütlein, 16 Sölden, zwölf Tropfhäuser, 47 Häuser, 16 halbe Häuser, eine Schmiede), die Herrschaft Pommersfelden (zehn Güter, vier Häuser), das Rittergut Buch (drei Güter, drei Tropfhäuser, Judenschule), das Rittergut Neuhaus (ein Freiwirtshaus, ein Gut, ein Gütlein, drei Häuser), das Rittergut Wilhermsdorf (drei Tropfhäuser), die nürnbergische Landesalmosenamt-Vogtei Lonnerstadt (ein Gut), das bambergische Domkapitel, die Erboblei Adelsdorf (ein Gut), das Steueramt Adelsdorf (zwei Sölden, ein Tropfhaus) und die Pfarrei Adelsdorf (zwei Güter).
1806 kam Adelsdorf zum Königreich Bayern. Im Rahmen des Gemeindeedikts wurde 1808 der Steuerdistrikt Adelsdorf gebildet, zu dem Aisch und Nainsdorf gehörten. Mit dem Zweiten Gemeindeedikt (1818) entstanden zwei Ruralgemeinden: Adelsdorf und Aisch mit Nainsdorf.
Die Gemeinde Adelsdorf war in Verwaltung und Gerichtsbarkeit dem Landgericht Höchstadt und in der Finanzverwaltung dem Rentamt Höchstadt zugeordnet. In der freiwilligen Gerichtsbarkeit unterstanden 91 Anwesen dem Patrimonialgericht (PG) Adelsdorf (bis 1841), 15 Anwesen dem PG Pommersfelden (bis 1848), acht Anwesen dem PG Buch (bis 1848), sechs Anwesen dem PG Neuhaus (bis 1848) und drei Anwesen dem PG Wilhermsdorf (bis 1817). Ab 1862 gehörte Adelsdorf zum Bezirksamt Höchstadt an der Aisch (1939 in Landkreis Höchstadt an der Aisch umbenannt) und weiterhin zum Rentamt Höchstadt (1919 in Finanzamt Höchstadt umbenannt, 1929–1972: Finanzamt Forchheim, seit 1972: Finanzamt Erlangen). Die Gerichtsbarkeit blieb beim Landgericht Höchstadt (1879 in das Amtsgericht Höchstadt an der Aisch umgewandelt), von 1959 bis 1973 war das Amtsgericht Forchheim zuständig, seitdem ist es das Amtsgericht Erlangen. Die Gemeinde hatte ursprünglich eine Gebietsfläche von 5,406 km².

### Bezirks- und Kreiszugehörigkeit
Seit dem 1. Juli 1972 gehört Adelsdorf zum neu gebildeten Landkreis Erlangen-Höchstadt (vorher Landkreis Höchstadt an der Aisch) und damit zum Regierungsbezirk Mittelfranken.

### Eingemeindungen
Im Zuge der Gebietsreform in Bayern wurden am 1. Juli 1971 die Gemeinden Aisch und Heppstädt eingegliedert. Am 1. Januar 1972 kam Neuhaus hinzu. Weppersdorf (zuvor im Landkreis Forchheim) folgte am 1. Juli 1972.

### Einwohnerentwicklung
Gemeinde Adelsdorf
| Jahr      | 1987   | 1991 | 1995 | 2000 | 2005 | 2010   | 2015   | 2016   | 2017   |
| Einwohner | 5725   | 6390 | 6799 | 6974 | 7185 | 7190   | 7429   | 7561   | 7936   |
| Häuser    | 1416   |      |      |      |      |        | 2069   | 2128   | 2276   |
| Quelle    | [ 13 ] |      |      |      |      | [ 14 ] | [ 14 ] | [ 14 ] | [ 14 ] |

Ort Adelsdorf (= Gemeinde Adelsdorf bis 1971)
| Jahr      | 1819   | 1840   | 1852   | 1855   | 1861   | 1867   | 1871   | 1875   | 1880   | 1885   | 1890   | 1895   | 1900   | 1905   | 1910   | 1919   | 1925   | 1933   | 1939   | 1946   | 1950   | 1952   | 1961   | 1970   | 1987   |
| Einwohner | 870    | 886    | 913    | 870    | 837    | 871    | 850    | 843    | 905    | 900    | 871    | 831    | 836    | 885    | 924    | 965    | 977    | 993    | 1457   | 1590   | 1573   | 1500   | 1739   | 2294   | 3035   |
| Häuser    |        |        |        |        |        |        | 153    |        |        | 160    | 162    |        | 165    |        |        |        | 178    |        |        |        | 209    |        | 279    |        | 753    |
| Quelle    | [ 15 ] | [ 16 ] | [ 16 ] | [ 16 ] | [ 17 ] | [ 18 ] | [ 19 ] | [ 20 ] | [ 21 ] | [ 22 ] | [ 23 ] | [ 16 ] | [ 24 ] | [ 16 ] | [ 25 ] | [ 16 ] | [ 26 ] | [ 16 ] | [ 16 ] | [ 16 ] | [ 27 ] | [ 16 ] | [ 10 ] | [ 28 ] | [ 13 ] |

## Politik

### Gemeinderat
Der Gemeinderat hat 21 Mitglieder einschließlich des Bürgermeisters.
| Parteien und Wählergemeinschaften        | % 2020 | Sitze 2020 |
| ---------------------------------------- | ------ | ---------- |
| Freie Wähler                             | 41,8   | 8          |
| CSU                                      | 24,1   | 5          |
| Bündnis 90/Die Grünen                    | 13,2   | 3          |
| SPD                                      | 9,9    | 2          |
| Adelsdorfer Bürger- und Wählerinitiative | 11,1   | 2          |
| Gesamt                                   | 100,0  | 20         |
| Wahlbeteiligung 68,4 %                   |        |            |

(Stand: Kommunalwahl am 15. März 2020)

### Bürgermeister
Erster Bürgermeister von Adelsdorf ist seit 2008 Karsten Fischkal (Freie Wähler). Er wurde am 15. März 2020 mit 59,0 % der Stimmen wiedergewählt.

### Amtsvorgänger des Ersten Bürgermeisters
- Armin Goß (CSU) 1996–2008
- Ewald Münch (CSU, * 13. Oktober 1929 in Bamberg[32]) 1978–1996
- Alfons Trapp (SPD) 1948–1978

### Wappen und Flagge
Wappen
| Wappen von Adelsdorf | Blasonierung: „Über blauem Schildfuß, darin ein waagrechter silberner Karpfen, gespalten von Rot und Gold; vorne ein schräglinker silberner Schlüssel, hinten ein steigender schwarzer Biber mit roter Zunge und silbern geschupptem Schwanz.“ |
| Wappen von Adelsdorf | Wappenbegründung: Der Schlüssel ist dem Wappen der Herren von Schlüsselberg entnommen und weist darauf hin, dass dieses Adelsgeschlecht bis 1347 das Rittergut Adelsdorf innehatte. Im Jahr 1696 erwarben die Herren von Bibra Adelsdorf und blieben dort bis Anfang des 19. Jahrhunderts. Sie führten das den Namen darstellende Biberwappen. Der Karpfen symbolisiert die Lage der Gemeinde im Aischgrund und stellt zugleich die dort betriebene Karpfenzucht dar. Die Gemeinde Adelsdorf führt seit 1967 ein Wappen. |

Flagge
Die Gemeindeflagge ist rot-weiß-schwarz.

### Gemeindepartnerschaften
- Italien: Partnergemeinde ist seit 1997 Uggiate-Trevano.
- Österreich: Partnerstadt ist seit 2007 Feldbach in der Steiermark.

## Wirtschaft und Infrastruktur

### Wirtschaft einschließlich Land- und Forstwirtschaft
Es gab 2020 nach amtlicher Statistik im Bereich der Land- und Forstwirtschaft keine, im produzierenden Gewerbe 338 und im Bereich Handel und Verkehr 1330 Beschäftigte am Arbeitsort. Beschäftigte am Wohnort gab es insgesamt 4002. Im verarbeitenden Gewerbe (sowie Bergbau und Gewinnung von Steinen und Erden) gab es drei Betriebe, im Bauhauptgewerbe sechs Betriebe. Zudem bestanden im Jahr 2016 33 landwirtschaftliche Betriebe mit einer landwirtschaftlich genutzten Fläche von 987 Hektar. Davon waren 749 Hektar Ackerfläche und 238 Hektar Dauergrünfläche. Die Gemeindesteuereinnahmen betrugen im Jahr 2020 umgerechnet 9.767.000 Euro, davon betrugen die Gewerbesteuereinnahmen (netto) umgerechnet 3.032.000 Euro.

### Energie GmbH Adelsdorf
Im Herbst 2006 wurde ein Konzept zur Versorgung der gemeindlichen Gebäude mit thermischer Energie erstellt. Das Ziel war, eine möglichst große Unabhängigkeit von fossilen Brennstoffen und gleichzeitig eine Verwertung des Landschaftspflegeholzes, das in den Grünanlagen anfällt, zu erreichen. Zudem wurde besonderer Wert auf geringen Betriebs- und Wartungsaufwand gelegt.
Die Energiegesellschaft Adelsdorf mbH wurde im Herbst 2007 von der Gemeinde Adelsdorf gegründet.
Die Kernaufgabe der GmbH ist die Umsetzung von Projekten zur Erzeugung regenerativer Energien, dazu wurden bisher zwei Maßnahmen getroffen:
- Bau einer Hackschnitzelheizung mit Nahwärmenetz (2010 erweitert)
- Betrieb von mehreren Photovoltaikanlagen

### Stiftung Schloss Adelsdorf

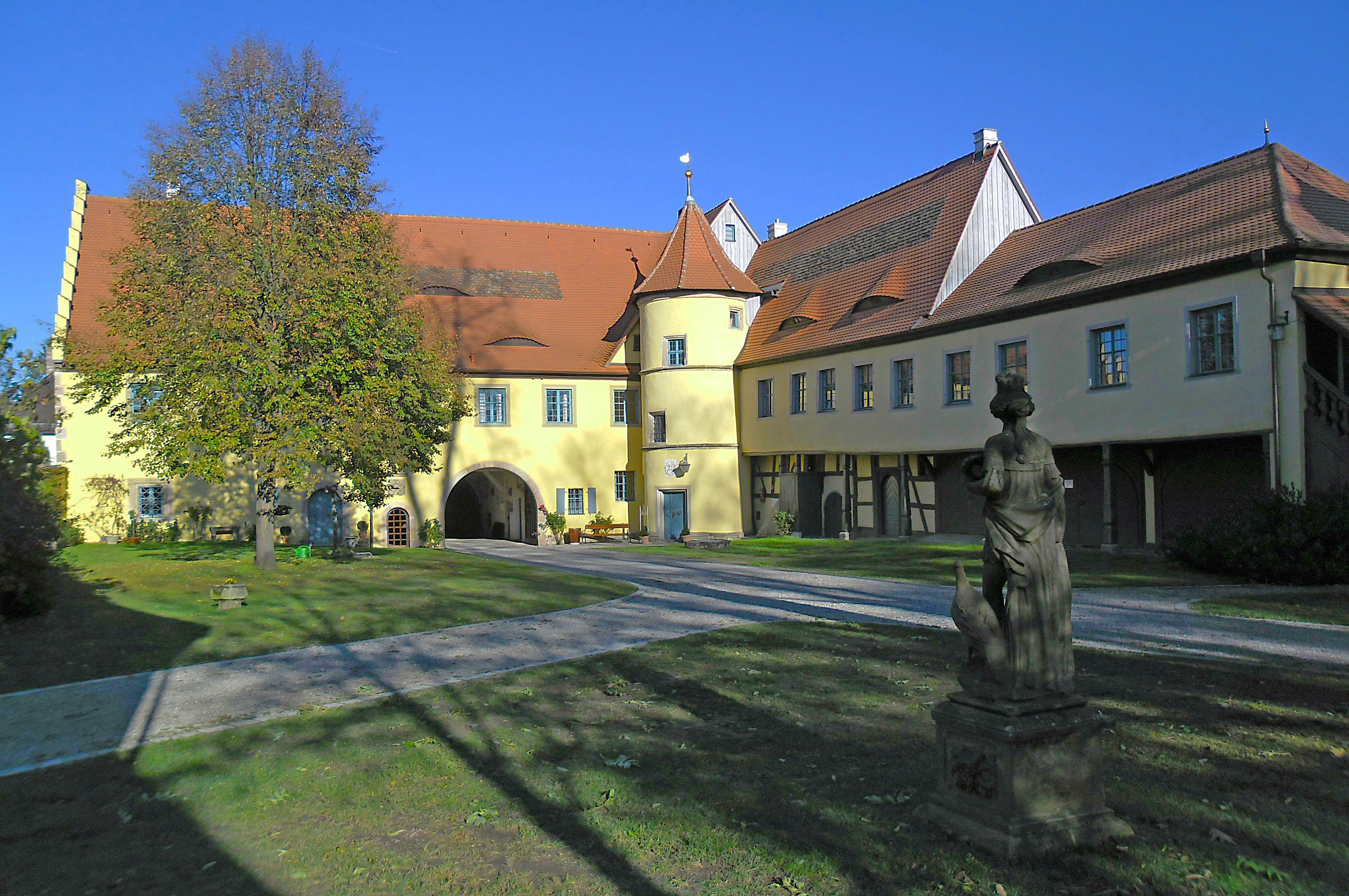
Schloss Adelsdorf

Mit der Zustimmung zum notariellen Einbringungsvertrag am 17. September beschloss der Gemeinderat, das Adelsdorfer Schloss, das die Gemeinde 1993 von Freifrau von Bibra erworben hatte, in eine Stiftung einzubringen. Der Grundsatzbeschluss dazu wurde am 27. Oktober 2004 gefasst. Rückwirkend zum 10. Juli 2008, dem Tag der Genehmigung der Stiftung Schloss Adelsdorf, gingen Nutzen und Lasten des Adelsdorfer Schlosses auf die Stiftung über.
Für die Gemeinde Adelsdorf, den bisherigen Eigentümer, unterzeichnete Erster Bürgermeister Karsten Fischkal, zugleich auch Vorsitzender des Stiftungsrates, den Einbringungsvertrag. Für die Stiftung unterzeichnete der Vorsitzende des Stiftungsvorstandes, Wolfgang Mößlein, die Urkunde.
Die Stiftung soll langfristig die Erhaltung des Schlosses sicherstellen. Dazu wurde das Schloss aus dem Gemeindevermögen in das Stiftungsvermögen übertragen.

### Ansässige Unternehmen
Im Gemeindegebiet gibt es holzverarbeitende Kleinbetriebe, Logistikunternehmen, Bonbonhersteller, eine Regionalgesellschaft von Aldi Süd, Solaranlagenhersteller, Kläranlagenbau, Metallbau, Spezialisten für Landtechnik, ein Verteilzentrum der Fristo Getränkemarkt GmbH und einige Software-Dienstleister.
Ein im Wald befindlicher Traditionsbiergarten, der Weppersdorfer Keller, ist ein nahe Forchheim zwischen Adelsdorf und Hallerndorf gelegenes Freiuftwirtshaus.

### Verkehr
Die Bundesstraße 470 tangiert den Ort südlich und führt zur Anschlussstelle 80 der Bundesautobahn 3 (3 km westlich) und weiter nach Gremsdorf (4,7 km westlich) bzw. über Oesdorf und Wimmelbach nach Forchheim zur Anschlussstelle 28 der Bundesautobahn 73 (12 km östlich). Die Staatsstraße 2264 verläuft zur B 470 (1,6 km südöstlich) bzw. nach Weppersdorf (2 km nordöstlich). Die Kreisstraße ERH 16 verläuft nach Aisch (0,7 km nördlich) bzw. die B 470 kreuzend nach Neuhaus (3,5 km südlich). Gemeindeverbindungsstraßen verlaufen nach Nainsdorf (1 km südwestlich), nach Uttstadt (0,6 km nördlich) und nach Wiesendorf (1 km südlich).

## Betreuungs- und Bildungseinrichtungen
Es gibt folgende Einrichtungen:
- gemeindliche Kindertagesstätte Villa Regenbogen (Adelsdorf),
- gemeindliche Kindertagesstätte Villa Sonnenschein (Adelsdorf),
- gemeindliche Kindertagesstätte Kunterbunt,
- katholische Kindertagesstätten Sancta Maria (Adelsdorf) und St. Theresia (Aisch),
- evangelische Kindertagesstätte Flohkiste (Neuhaus),
- Waldkindergarten Fuchsbau Adelsdorf e. V.,
- Grund- und Mittelschule Adelsdorf,
- Volkshochschule,
- private Musikschule.

## Söhne und Töchter des Ortes
- Georg Moenius (1890–1953), katholischer Priester, Schriftsteller, Zeitungsredakteur und Vertreter der Friedensbewegung in der Weimarer Republik,
- Angelus Kupfer (1900–1951), Abt des Klosters Ettal 1933–1951,
- Erich Geyer (* 1950), ehemaliger Fußballspieler und Fußballtrainer.